# Johan van der Burg
Johan van der Burg (Delft, ... – 1640) è stato un politico olandese, governatore dell'isola di Formosa dal 1636 al 1640.
Nel 1627 arrivò a Batavia dove sposò Adriana Quina. Dopo qualche anno, nel 1631, venne nominato come membro del Consiglio delle Indie. Nel 1634 venne inviato in missione presso il Sultanato di Banten. Nominato nel 1636 come governatore di Formosa, vi morì in servizio l'11 marzo 1640 e venne sepolto all'interno del Fort Zeelandia.
Nel 1638, in seguito ad alcune notizie riguardanti possibili miniere d'oro nella parte sud-oriental dell'isola di Formosa, il governatore van der Burg inviò un corpo di spedizione (106 soldati olandesi, 50 volontari Longkiau e 150 guerrieri Lowaen) per assicurare i primi contatti con il popolo Pimaba che controllava la zona. La missione fu un successo per gli olandesi che così si assicurarono i diritti per l'estrazione mineraria nell'area e stimolò l'espansione olandese sull'isola.